# Daiki Suga
Daiki Suga (jap. 菅 大輝 Suga Daiki; ur. 10 września 1998 w Otaru) – japoński piłkarz występujący na pozycji napastnika, zawodnik Hokkaido Consadole Sapporo.

## Życiorys

### Kariera piłkarska
Od 2016 jest zawodnikiem japońskiego klubu Hokkaido Consadole Sapporo, umowa do 31 stycznia 2020.

### Kariera reprezentacyjna
Był reprezentantem Japonii w kategoriach wiekowych: U-17, U-18, U-21 i U-23.
W reprezentacji seniorskiej Japonii zadebiutował 14 grudnia 2019 na stadionie Gudeok (Pusan, Korea Południowa) przeciwko reprezentacji Hongkongu w Pucharze Azji Wschodniej, zdobył jednego gola.

## Sukcesy

### Klubowe
Hokkaido Consadole Sapporo
- Zwycięzca J2 League: 2016
- Zdobywca drugiego miejsca Pucharu Ligi Japońskiej: 2019

### Reprezentacyjne
Japonia
- Zdobywca drugiego miejsca w Pucharze Azji Wschodniej: 2019